# Fußball in Aserbaidschan
Fußball ist die populärste Sportart  in Aserbaidschan. Der aserbaidschanische Fußball wird durch die Azərbaycan Futbol Federasiyaları Assosiasiyası (AFFA), der die nationalen Wettbewerbe ausrichtet und die aserbaidschanischen Fußballnationalmannschaft organisiert. Obwohl das Land geographisch in Asien liegt, ist der Verband Mitglied der UEFA, weswegen die Nationalmannschaft an den europäischen Wettbewerben teilnimmt.

## Verband

AFFA-Logo

Die Azərbaycan Futbol Federasiyaları Assosiasiyası (zu Deutsch: Verband der aserbaidschanischen Fußballverbünde) ist der nationale aserbaidschanische Fußballverband.
Der Fußballverband Aserbaidschans gründete sich nach der Unabhängigkeit der Unionsrepublik AsSSR von der Sowjetunion 1991 zu Aserbaidschan (Auflösung der Sowjetunion) im Jahr 1992. Der Verband kümmert sich um die Organisation der Premyer Liqası; den Pokal und alle Jugendnationalmannschaften (U15, U17, U19, U21), sowie die Aserbaidschanische Fußballnationalmannschaft. Des Weiteren organisiert der Verband die Spiele der Futsal-Nationalmannschaft.

## Nationale Wettbewerbe
Die Premyer Liqası ist der Name der höchsten Fußballliga in Aserbaidschan. Sie wurde 1992, nach dem Zusammenbruch der Sowjetunion, gegründet.
Die Anzahl der teilnehmenden Mannschaften hat sich dabei oft verändert. Der Liga gehören in der Saison 2016/17 acht Mannschaften an, die den Meistertitel ausspielen. Die Liga wird von der AFFA ausgerichtet. Rekordmeister ist mit acht Titeln Neftçi Baku PFK.
Der aserbaidschanische Fußballpokal (aserbaidschanisch: Azərbaycan Milli Futbol Kuboku) wird ebenfalls seit 1992 ausgetragen, Veranstalter ist auch hier der nationale Verband AFFA. Bis auf vier Ausnahmen fanden die Endspiele im Tofiq-Bəhramov-Stadion in der Hauptstadt Baku statt.
Erfolgreichste Mannschaft mit sieben Titeln ist Neftçi Baku, aktueller Titelträger (2016) ist FK Qarabağ Ağdam.

## Nationalmannschaften

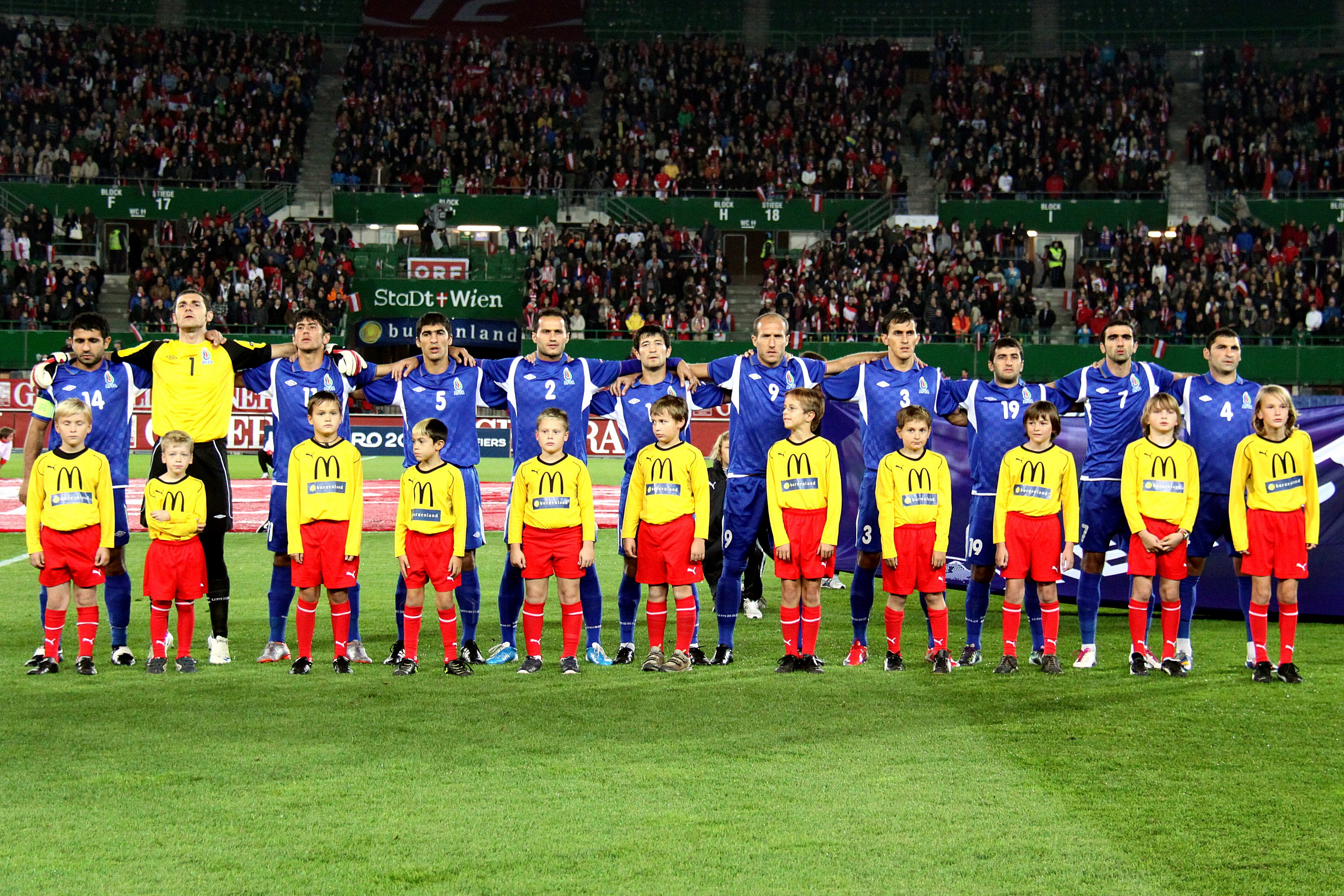
Aserbaidschanische Fußballnationalmannschaft im Oktober 2010.

Die aserbaidschanische Fußballnationalmannschaft ist die Auswahl der besten Fußballspieler aus Aserbaidschan. Seit 1994 trägt die Mannschaft offizielle Länderspiele aus. Im selben Jahr wurde auch eine U-21-Nationalmannschaft Aserbaidschans gegründet. Die Mannschaft konnte sich bisher weder für eine Fußball-Weltmeisterschaft noch für eine Fußball-Europameisterschaft qualifizieren.